# 石嶺飛行場
石嶺飛行場（いしみねひこうじょう）は、第二次世界大戦中に日本軍が沖縄に建設、あるいは建設中だった18の飛行場の一つで、現在の那覇市首里石嶺町にあった。陸軍首里秘密飛行場とよばれる。1944年夏頃から建設が始まるが、未完のまま沖縄戦を迎えた。

## 概要
- 名称: 首里秘密飛行場（石嶺飛行場）
- 場所: 那覇市首里石嶺町3-4丁目付近
- 用途: 小型特攻機用秘匿飛行場

1944年3月22日、大本営命令により大本営直轄の第32軍 (沖縄守備軍) が新設され、第32軍と台湾軍に「十号作戦準備要綱」が発令された。第32軍はそれをうけ、新たな飛行場の建設を急いだ。小型特攻機用の発進基地として、
- 城間飛行場（沖縄南飛行場・仲西飛行場）
- 西原飛行場（沖縄東飛行場、小那覇飛行場、与那原飛行場）
- 首里秘密飛行場（石嶺飛行場）

の3つの飛行場建設にとりかかるが、いずれも未使用のまま放棄された。
また海軍も小禄飛行場の補助飛行場として糸満と豊見城村与根にまたがる平地に秘匿の与根飛行場の建設を計画していたが、こちらも完成をみなかった。
石嶺飛行場に関し、戦後は、土地を接収された住民が所有権を申請し認められた。

### 米軍による空中写真
アメリカの諜報機関によって作成された沖縄の地形と軍事施設に関する詳細なターゲットマップ (縮尺1：25,000) は、1944年の9月29日と10月10日 (十・十空襲) で取得された空中写真に基づいて米陸軍が作成、1945年3月1日頃に配布された。しかし、首里の北の高地の空中写真については雲ばかりで使い物にならなかった。米軍はさらに1945年1月3日とそれ以降、数回によって空中写真を撮影している。1月3日の空中写真では、石嶺にほとんど滑走路らしきものを確認することは難しい。上陸した米軍は、多くの日本軍の軍事施設を占領・拡大し継続使用していくが、石嶺飛行場の場合は米軍による使用は確認できなかった。

### 未完の飛行場
北飛行場 (読谷飛行場) の維持と保安にあたっていた那覇分廠は、ほとんど沖縄県出身者で構成されていたが、1944年の十・十空襲後、第32軍の指揮下に入り、1945年3月以降は南部へ移動、与えられた装備もなく、多くの隊員が戦死したといわれている。北飛行場から撤退し南下の過程で、4月1日、首里石嶺で建設が中断している石嶺飛行場の守備を命ぜられた。
その後も石嶺飛行場は使用されることなく、また那覇分廠も解散し、南部で弾薬運搬の任務を命じられるなどして多くの隊員が亡くなった。